# Чентро Фјера (Бреша)
Чентро Фјера је насеље у Италији у округу Бреша, региону Ломбардија.
Према процени из 2011. у насељу је живело 31 становника. Насеље се налази на надморској висини од 102 м.